# 萬大弧弄蝶
萬大弧弄蝶（学名：Aeromachus bandaishanus），又名萬大星褐弄蝶、姬狹翅挵蝶、萬大黃星挵蝶，为弄蝶科弧弄蝶屬下的一个种。

## 描述
雌雄外觀差異不大。
雄蝶頭部覆有褐黃相間的毛，觸角背面與腹面皆為褐色並帶黃環，末端呈鉤狀。口器黑褐色，下唇鬚前伸並具毛，前兩節形成隆起毛叢，第三節細小。身體為褐色，散布黃色鱗片，足部同樣為褐黃相間。
翅膀方面，前翅呈三角形，邊緣略突出；後翅為扇形。翅背面為褐色底，上有黃色模糊小斑點排列成列；翅腹面為褐色覆黃鱗，斑紋與背面相似但更清晰，緣毛為褐色。
雌蝶與雄蝶相似，但前翅外緣較圓，且背面斑紋更明顯。

## 分布
本種為臺灣特有種，分布於中部及南部山區。

## 棲地
萬大弧弄蝶偏好出現在海拔1500至2500公尺的常綠闊葉林中，常見於森林邊緣或林道邊緣等陽光較充足的環境中活動。幼蟲時期的寄主植物目前尚不清楚，但推測應為一年一世代的種類，成蝶於夏季活動，有訪花習性。